# 倉景愉
倉景愉，原名景恬，字少坪，河南中牟人。清朝政治人物。

## 生平
道光十八年（1838年）戊戌科進士。選翰林院庶吉士，散館授編修。官至雲南布政使。